# 白羊寺サービスエリア
白羊寺サービスエリア（ペギャンササービスエリア）は全羅南道長城郡の湖南高速道路上にあるサービスエリア。

## 道路
- 湖南高速道路

## 施設

### 天安方向
- 食堂
- ガソリンスタンド（GSカルテックス製油）（LPG充填所併設）
- 駐車場（大型31台、小型39台）

### 順天方向
- 食堂
- ガソリンスタンド（エスオイル）（LPG充填所併設）
- 駐車場

## 隣
白羊寺IC - 白羊寺SA - 内蔵山IC